# J. H. Shennan
Joseph Hugh Shennan FRHistS (* 13. März 1933 in Liverpool; † 25. Mai 2015) war ein britischer Historiker und lehrte von 1965 bis 1998 an der University of Lancaster. Sein Forschungsschwerpunkt lag vor allem auf der Geschichte Frankreichs zu Zeiten des Ancien Régime sowie auf der Geschichte des frühen modernen Europas. Des Weiteren war er einer der Pioniere der European Studies.

## Leben
Joseph Shennan wurde 1933 in Liverpool als Sohn der Grundschullehrer Hugh und Mary Shennan geboren. Er besuchte die St Edward’s school und studierte Geschichte an der University of Liverpool. Dort erhielt er 1955 einen Bachelor of Arts. Von 1955 bis 1957 leistete er seinen National Service. Aufgrund seiner akademischen Ausbildung und seiner linguistischen Fähigkeiten wurde er im Militärnachrichtendienst eingesetzt.  1957 setzte er sein Studium am Corpus Christi College der University of Cambridge fort. Hier erfolgte 1960 seine Promotion. Anschließend unterrichtete er als assistant lecturer und später als lecturer Geschichte an der University of Liverpool. Im Oktober 1965 wurde er am History Department der University of Lancaster tätig und nahm eine wichtige Rolle bei dem Aufbau des Departments ein. Im Laufe der Jahre lehrte er als Senior Lecturer und Reader. In den 1970er Jahren zählte er zu den Pionieren der European Studies. 1971 gründete er mit Gleichgesinnten die Fachzeitschrift European Studies Review, aus der später European History Quarterly wurde. 1974 wurde er zum Professor für European Studies berufen, später für europäische Geschichte. Als solcher wirkte er am Aufbau der interdisziplinäre School of European Studies mit und war deren erster Direktor. Von 1979 bis 1984 leitete er das History Department. In dieser Zeit gründete er die vom History Department herausgegebenen Lancaster Pamphlets, zu welchen er auch drei Titel beitrug, France before the Revolution (1983), Louis XIV (1986), und International Relations in Europe, 1689-1789 (1995). 1985 wurde er zum Provizekanzler und 1993 zum stellvertretenden Vizekanzler der Universität ernannt. 1998 erfolgte seine Emeritierung.
Shennan war römisch-katholisch. Seit 1958 war er mit Margaret Price, einer Kommilitonin aus seiner Studienzeit an der University of Liverpool, verheiratet. Aus der Ehe gingen drei Söhne hervor. Seine Ehefrau war ebenfalls als Akademikerin tätig und leitete unter anderem das St. Martin’s College Lancaster.

## Veröffentlichungen (Auswahl)
- The Parlement of Paris (1968)
- Government and Society in France, 1461–1661 (1969)
- The Origins of the Modern European State, 1450–1725 (1974)
- Philippe, Duke of Orléans, Regent of France, 1715–1723 (1979)
- Liberty and Order in Early Modern Europe: the Subject and the State, 1650–1800 (1986)
- The Bourbons: the History of a Dynasty (2007)